# Biomemory
Biomemory est une entreprise française fondée en 2021, développant une solution de stockage de données numériques sur ADN.

## Historique
Pour mettre en avant sa technologie, elle annonce la même année avoir stocké à plus de 100 milliards d'exemplaires, deux textes codés en molécules d’ADN : la Déclaration des droits de l’homme et du citoyen de 1789 et la Déclaration des droits de la femme et de la citoyenne de 1791. Ces molécules ont été synthétisées par la société Twist Bioscience. Elles ont été confiées à la société Imagene qui les a déposées, après dessiccation, sous une atmosphère inerte, dans deux capsules hermétiques en inox. On peut calculer que, conservés à température ambiante, ces textes pourraient être lus encore dans 12 millions d’années,. Les capsules ont été déposées dans l'Armoire de fer du musée des Archives nationales à Paris.
Elle emploie 18 personnes en 2024.

## Recherche
L’innovation de l'entreprise repose sur deux brevets mis au point par le CNRS et Sorbonne-Université. Elle utilise des encres pour stocker les données.
Contrairement à ses concurrents qui utilisent de la « chimie lourde » issue du pétrole, l'entreprise utilise de l’ADN biosourcé. Elle est composée de plasmides ou de chromosomes, sous forme de double hélice, encodés par synthèse biologique. Par ailleurs, cette production est biocompatible : d'après l'entreprise, elle peut être rejetée dans l'environnement, sans problématique de recyclage. Elle est aussi biosécurisée : ces composants ne comportent pas d'information génétique dangereuse pour l'être humain.
Ainsi, les données peuvent être reproduites des millions de fois en les introduisant dans des bactéries comme Escherichia coli. Une fois lu, après avoir réhydraté la molécule, le "fichier" en question devient inutilisable. Cependant, les nombreuses copies qui ont été produites permettent un grand nombre de lectures. Les informations ne sont pas modifiables une fois inscrites.
Les données sont stockées en suivant la construction RISE (Random In-Silico Evolution). Des blocs de données sont assemblés pour former une molécule d'ADN sous forme de boucle (plasmide). Les données sont enregistrées en binaire : un nucléotide A ou C correspond à un 0, et un nucléotide G ou T correspond à un 1. Seize encres et quatre enzymes différentes sont utilisés pour la conception de l'ADN.
La start-up cherche à industrialiser cette technologie et en baisser le coût. Pour cela, elle travaille « à la miniaturisation, l’automatisation et la parallélisassions d’un système d’assemblage d’ADN en microfluidique, continu et intégré de bout-en-bout. »

## Applications
L'entreprise prévoit que son produit BioDrive soit interfaçable dans les centres de données existants, comme un média de stockage standard.
Une application de cette technologie pourrait également se trouver dans la signature numérique de documents infalsifiables, imprimée par exemple sur des billets de banque.